# Скорботні елегії
«Скорботні елегії» або «Скорботи» (лат. Tristia) — зібрання листів в п'яти книгах, написаних елегійним двовіршем римським поетом Овідієм на засланні.
«Скорботні Елегії» написані з 8 по 12 рік, під час подорожі та по прибутті на місце заслання в містечко Томи (нині Констанца в Румунії). В елегіях Овідій змальовує свою небезпечну подорож на заслання, описує місцевості та звичаї гетських та савроматських племен, розмірковує про дружбу («Доки ведеться тобі — то й друзів не зрахувати; Прийдуть похмурі часи — бути тобі одинцем»), поезію, час, згадує своє життя до вигнання в Римі. В перших двох книгах автор плекає надію на помилування від імператора Августа чи принаймні на зміну місця вигнання, в останніх книгах Овідій розуміє, що сподівання марні і навіть пише собі епітафію:
Я, що лежу тут, Назон, оспівувач любощів ніжних,
Марно зі світу пішов через свій хист до пісень.
Ти, що проходиш (чи сам не кохав?) — не лінуйся шепнути:
"Праху Назона нехай буде легкою земля!" 
(Книга III, вірш 3, 73-77 пер. Андрія Содомори)

## Переклади українською мовою
Українською мовою окремі елегії зі «Скорбот» переклали Іван Франко, Микола Зеров, Григорій Кочур. Повний переклад усіх п'яти книг «Скорботних елегій» здійснив Андрій Содомора.